# Turecká dolina
Turecká dolina – dolina w Wielkiej Fatrze na Słowacji. Jest prawym odgałęzieniem Starohorskiej doliny. Lewe zbocza tworzy grzbiet Veľký Rigeľ, Krížna i jej południowo-wschodni grzbiet ze szczytem Majerova skala. Zbocza prawe tworzy odchodzący od Veľkiego Rigeľa grzbiet Malej Krížnej i Japeṅ. Dnem doliny spływa potok Ramžiná.
Cała dolina znajduje się w obrębie Parku Narodowego Wielka Fatra. Jej górna część jest trawiasta. Są to dawne pasterskie hale. Dolną część porasta las. Dolina w lewych zboczach posiada trzy żlebowate odgałęzienia. Nazwę nadano środkowemu z nich. Jest to Veľká Ramžiná. Jest trawiasta i bardzo stroma, co powoduje, że zimą często schodzą nią lawiny.
Na dnie środkowej części doliny znajduje się niewielka wieś Turecká. U wylotu doliny znajduje się wieś Staré Hory.

## Turystyka i rekreacja
Doliną biegną 3 szlaki turystyczne. We wsi Turecká zakwaterowanie oferuje pensjonat Sant Bernard i chata Salašky. Dawniej w dolinie działał wyciąg narciarski Lyžiarske stredisko SKI Turecká od dna doliny do miejsca Pod Liškou (powyżej szczytu Majerova skala)
  odcinek: Turecká – Salašky – Ramžiná –  Úplaz – Malá Krížna – Kráľova studňa, prameň. Odległość 8 km, suma podejść 787 m, suma zejść 70 m, czas przejścia 3:30 h
  Turecká (wieś) – Turecká dolina – Ramžiná – Úplaz – Malá Krížna – Kráľova studňa, prameň. Odległość 8 km, suma podejść 787 m, suma zejść 70 m, czas przejścia 3 h, z powrotem 2:20 h
   Salašky – Pod Liškou (skrzyżowanie ze szlakiem niebieskim). Odległość 2,7 km, suma podejść 575 m, czas przejścia 1:40 h, z powrotem 1:10 h

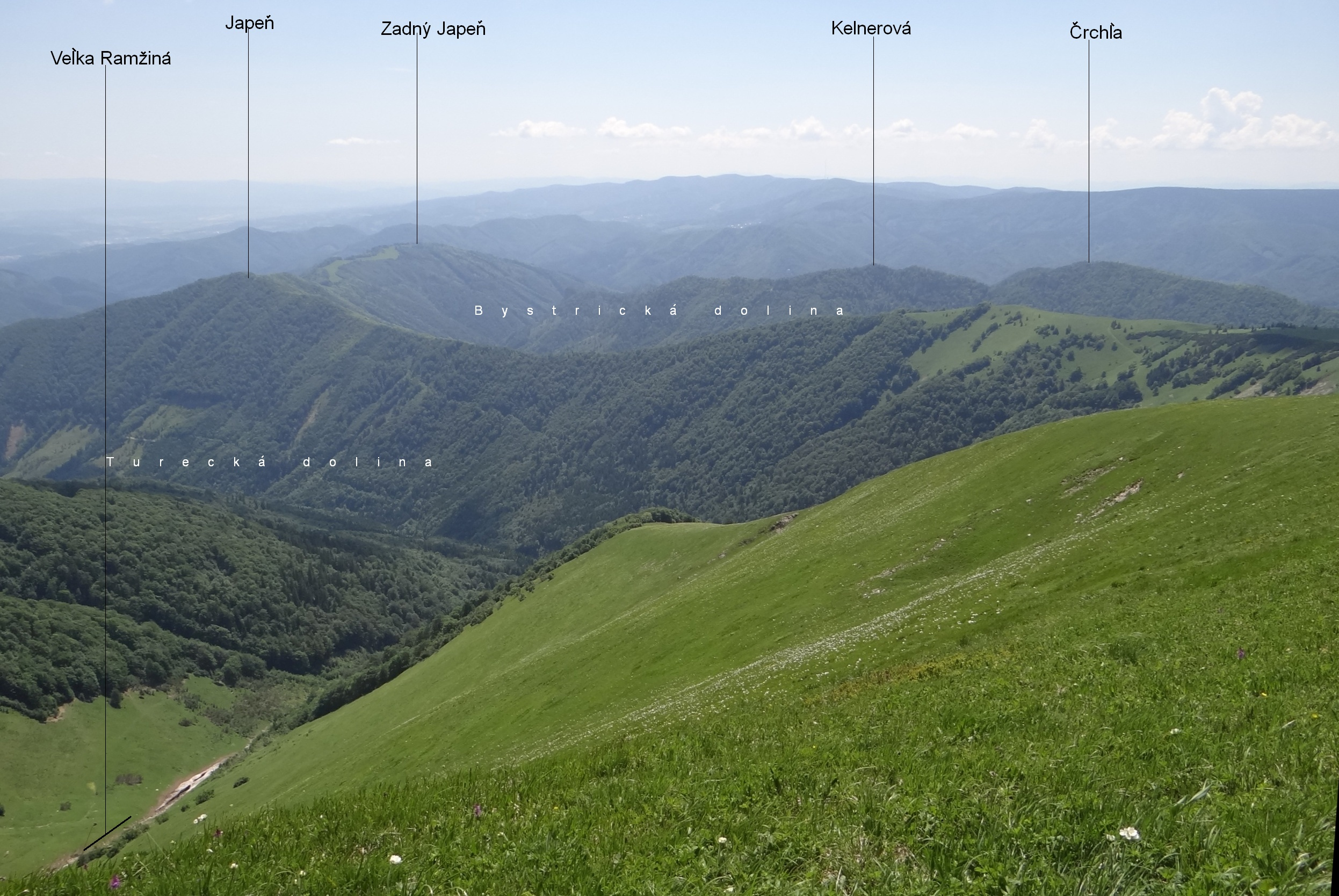
Widok z grzbietu Veľký Rigeľ
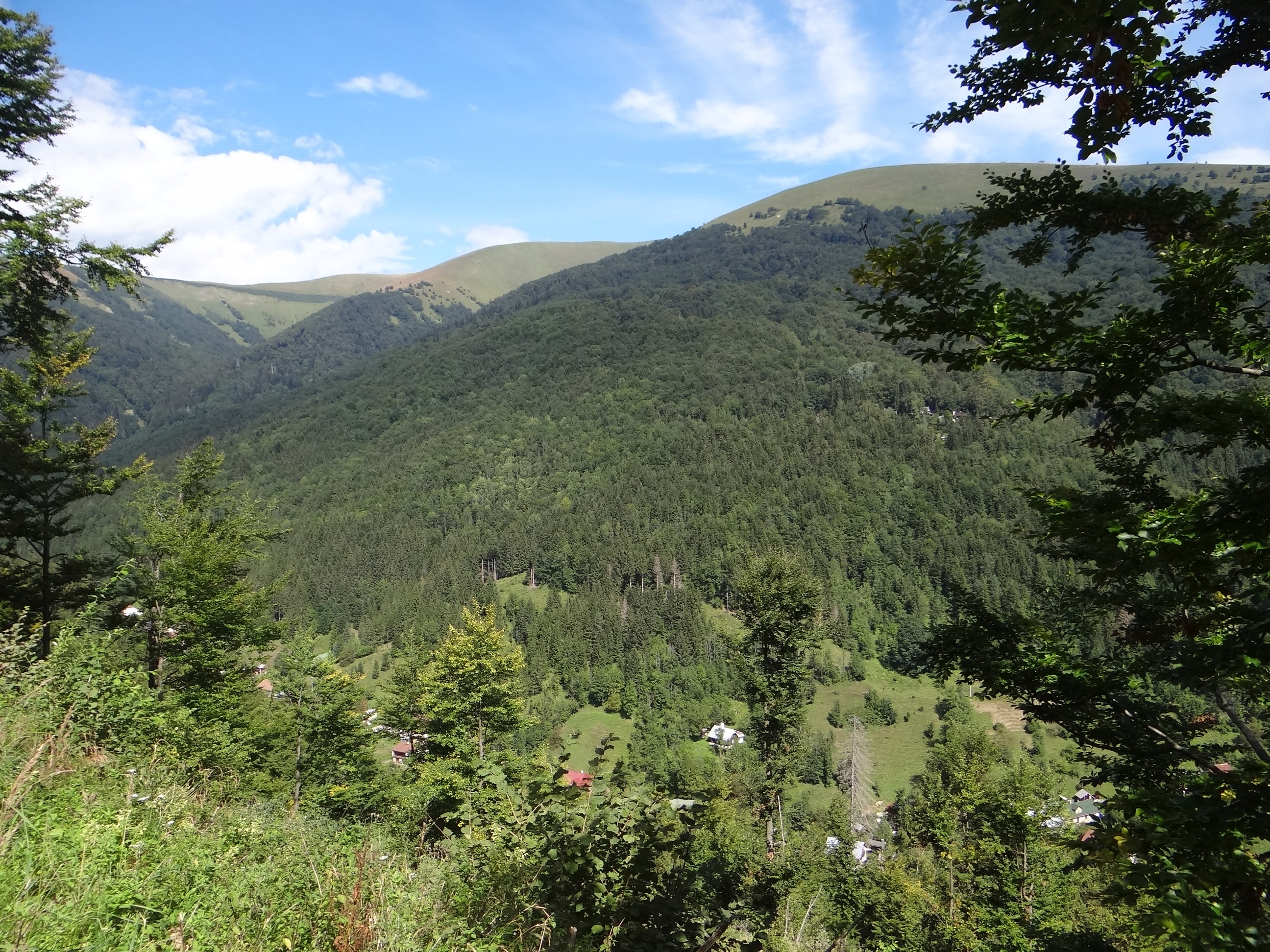
Widok ze zboczy Japeṅa
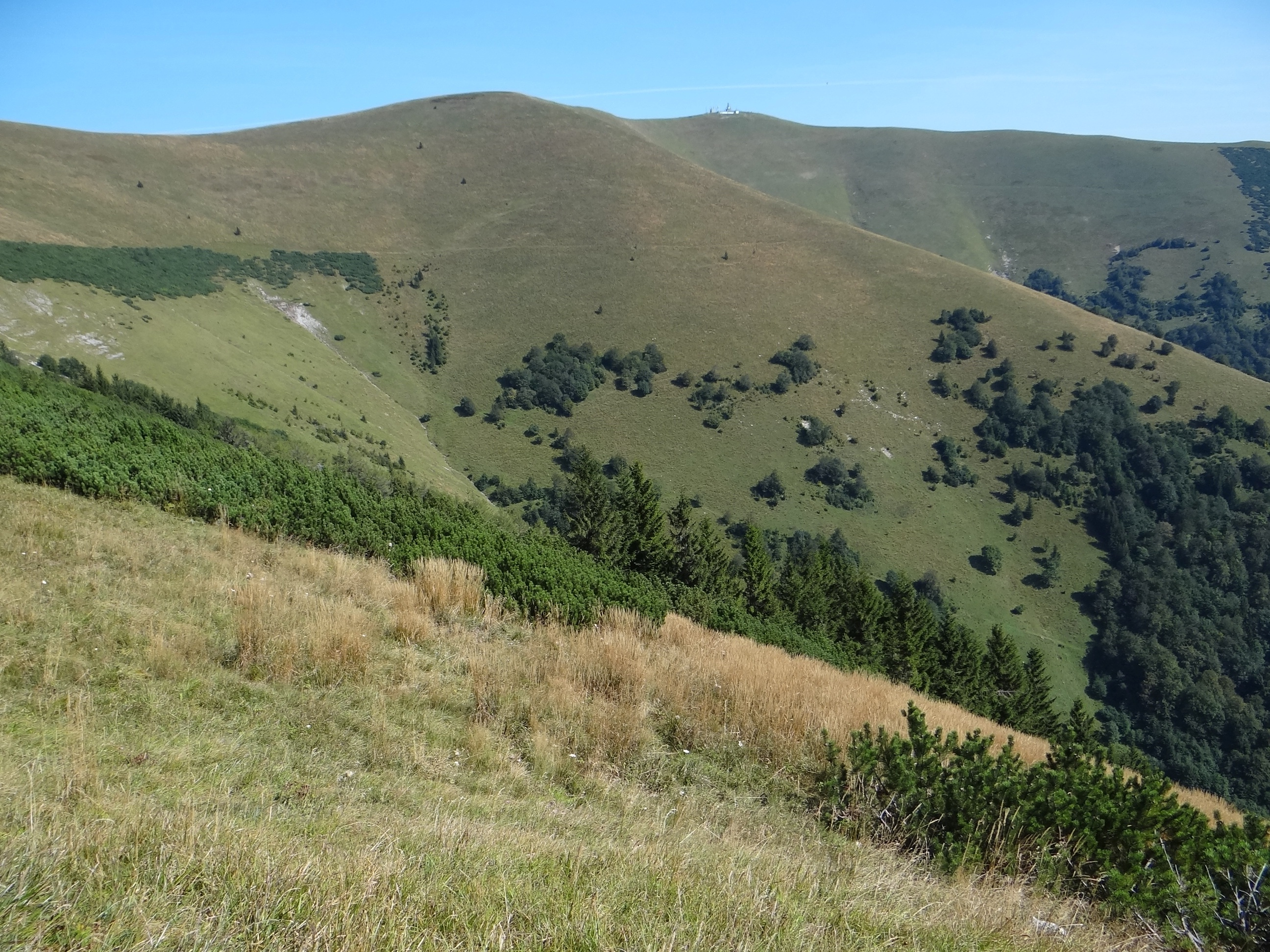
Widok z grzbietu Malá Krížna